# Te Ata
Mary Frances Thompson (3 de diciembre de 1895-25 de octubre de 1995), conocida como Te Ata, fue una actriz estadounidense, ciudadana de la Nación Chickasaw que alcanzó notoriedad por contar historias de nativos americanos. Actuó como representante de los nativos americanos en las cenas estatales ante el presidente Franklin D. Roosevelt en los años 1930. Fue admitida en el Salón de la Fama de Oklahoma en 1957 y nombrada primer Tesoro Estatal de Oklahoma en 1987.

## Primeros años
Te Ata nació como Mary Frances Thompson en Emet, Nación Chickasaw (ahora condado de Johnston, Oklahoma), hija de Thomas Benjamin Thompson, un Chickasaw, y Bertie (Freund) Thompson. El nombre «Te Ata» es una palabra māori (aborigen de Nueva Zelanda) que significa «La Mañana». Se lo dio una persona desconocida. «Te Ata» no es una palabra o frase chickasaw. Te Ata empezó su educación temprana en una escuela tribal de una sola aula, pero después de dos años fue enviada a la academia Bloomfield, un internado de chicas en Chickasaw. En Bloomfield, conoció a Muriel Wright, una profesora que se convirtió en su modelo a seguir. Te Ata se graduó en el instituto de Tishomingo, Oklahoma donde fue salutatorian.
En el otoño de 1915, Te Ata empezó sus estudios en la Universidad de Oklahoma para Mujeres (ahora la Universidad de Ciencias y Artes de Oklahoma) en Chickasha, y se graduó en 1919. Durante ese tiempo trabajó como ayudante en el departamento de teatro para la instructora Frances Dinsmore Davis, y fue presentada por primera vez en el escenario.

## Trayectoria profesional
Davis la animó a utilizar historias de los nativos americanos como la base para su actuación en la Universidad de Oklahoma para Mujeres. Te Ata hizo su debut como artista durante su último año universitario interpretando canciones e historias de varias tribus diferentes. El debut fue bien recibido, y se le pidió que actuase en la Universidad de Oklahoma y varias otras instituciones.
Tras su graduación se le ofreció participar en un circuito ambulante chautauqua dirigido por Thurlow Lieurance, quién había estado entre la audiencia en su actuación de graduación. La gira le dio la oportunidad de recorrer los Estados Unidos y fomentó sus talentos como intérprete. Se formó en el teatro de la Universidad Carnegie en Pittsburgh (Pensilvania). Luego se mudó a la ciudad de Nueva York, donde actuó en varias producciones de Broadway; su función más notable fue Andromache en Las Mujeres Troyanas. Finalmente decidió concentrarse en sus actuaciones en solitario de canciones e historias de los nativos americanos.
Eleanor Roosevelt, cuyo marido Franklin D. Roosevelt era entonces gobernador de Nueva York, la invitó para actuar en su mansión. Después de que Franklin fuese elegido presidente, Te Ata actuó en la Casa Blanca para su primera cena de estado. En 1939, Te Ata actuó en Hyde Park para los Roosevelt y sus invitados el rey Jorge VI y la reina Isabel de Inglaterra, que estaban visitando los Estados Unidos. El rey y la reina entonces invitaron a Te Ata para actuar en Inglaterra.
Además de recorrer los Estados Unidos, Te Ata visitó Dinamarca, Suecia, Estonia, Finlandia, Inglaterra, Perú, Guatemala, Canadá, el Yucatán y México.
Su carrera abarcó más de sesenta años, y recogió centenares de historias de diferentes tribus. Durante sus actuaciones contó numerosas historias, como «Hay pájaros de muchos colores» por Hiamove, «La creación de la humanidad» de su padre, «Cómo la muerte vino al mundo», «Pasikola (Conejo) fue desconectado», «¿Alguien quiere una esposa?», «La ceremonia del maíz» y «El pato azul». Lynn Moroney, la cuentacuentos de Chickasaw, quien estudió con Te Ata, publicó una adaptación de un libro de ilustración infantil de la narración de Te Ata de la historia «Serpiente de cascabel bebé» en 1986, de la editorial Children's Book Press.

## Vida personal
El 28 de septiembre de 1933, se casó con el doctor George Clyde Fisher en Muskogee (Oklahoma), en el Bacone College Ataloa Lodge, nombrado así en honor al vocalista Ataloa, su amigo de Chickasaw. Te Ata tuvo muchos amigos notables incluyendo a la primera dama Eleanor Roosevelt, Jim Thorpe y Woody Crumbo. A través del doctor Fisher conoció a Albert Einstein, Henry Ford, John Burroughs, Thomas Edison, E. W. Deming, Clark Wissler y al jefe Buffalo Child Long Lance. Además también era la sobrina de Douglas H. Johnston, el último gobernador de la antigua Nación Chickasaw.
Te Ata murió en la ciudad de Oklahoma el 26 de octubre de 1995. Su legado continúa a través de su familia, que incluye a la anterior legisladora estatal de Oklahoma Helen Te Ata Cole, y al hijo de Helen, el congresista de Oklahoma, Tom Cole.

## Legado y honores

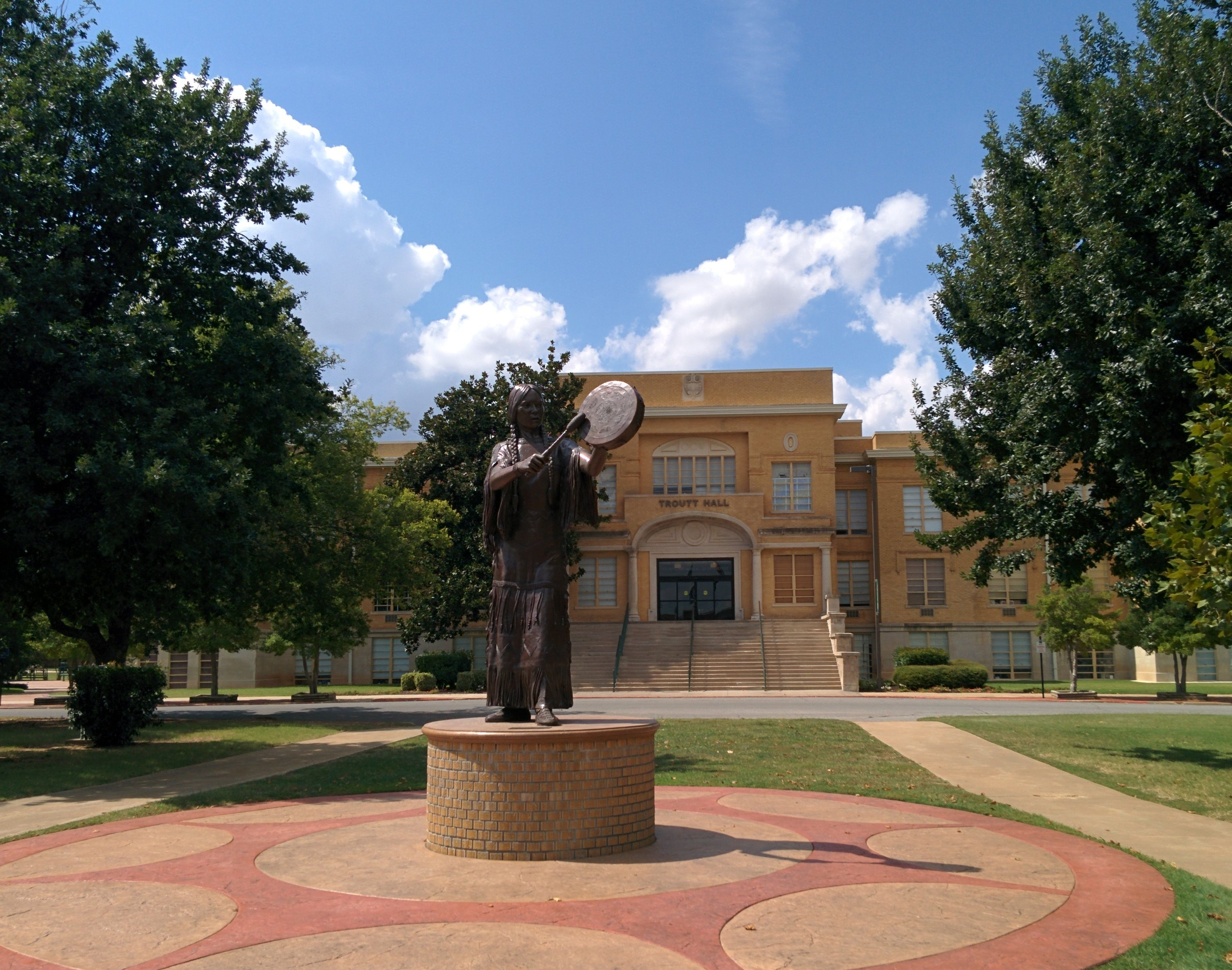
Estatua de Te Ata en el campus de la Universidad de Ciencias y Artes de Oklahoma.

La vida y figura de Te Ata han aparecido en muchos libros, obras de teatro y revistas. En el verano de 1924, Te Ata apareció en la revista McCall en su serie «Tipos de Belleza Americana».
Su vida y actuaciones han sido conmemoradas a través de varios premios diferentes: fue la homónima del lago Te Ata en Nueva York, fue nombrada «Mujer del Año» por la revista Ladies' Home Journal en 1976, fue admitida en el Salón de la Fama de Oklahoma en 1957 y nombrada «Tesoro Oficial del Estado de Oklahoma» en 1987, y en 1990 fue admitida en el Salón de la Fama de Chickasaw.
JudyLee Oliva, dramaturga de Chickasaw, escribió una obra basada en su vida titulada Te Ata, que ganó el Premio a la Mejor Música Indígena Americana de las Cinco Tribus Civilizadas en 2000. Se estrenó en la Universidad de Ciencias y Artes de Oklahoma en 2006 y se presentó en el Museo Nacional de los Indios Americanos de la Institución Smithsonian en 2012. Ese mismo año, Te Ata estuvo representada por la actriz Kumiko Konishi en la película Hyde Park on Hudson, que se centró en la reunión de 1939 de Franklin D. Roosevelt con el rey Jorge VI y la reina Isabel de Inglaterra; en la película, Te Ata actúa para el rey y reina como lo hizo en 1939.
En 2014 la Nación Chickasaw empezó la producción de una película basada en la vida de Te Ata. Está protagonizada por Q'orianka Kilcher y se estrenó en octubre de 2017.
Su alma mater, la Universidad de Ciencias y Artes de Oklahoma (antes Universidad de Oklahoma para Mujeres), le ha otorgado múltiples honores.
En 1972 se convirtió en la primera en ser admitida en el Salón de la Fama de la Universidad de Ciencias y Artes de Oklahoma. En 2006 la misma universidad renombró su auditorio en Trout Hall como Te Ata Memorial Auditorium. En 2014 fue honrada con la dedicación de una estatua de su figura en el centro del campus.